# Thuốc gây mê dạng hít

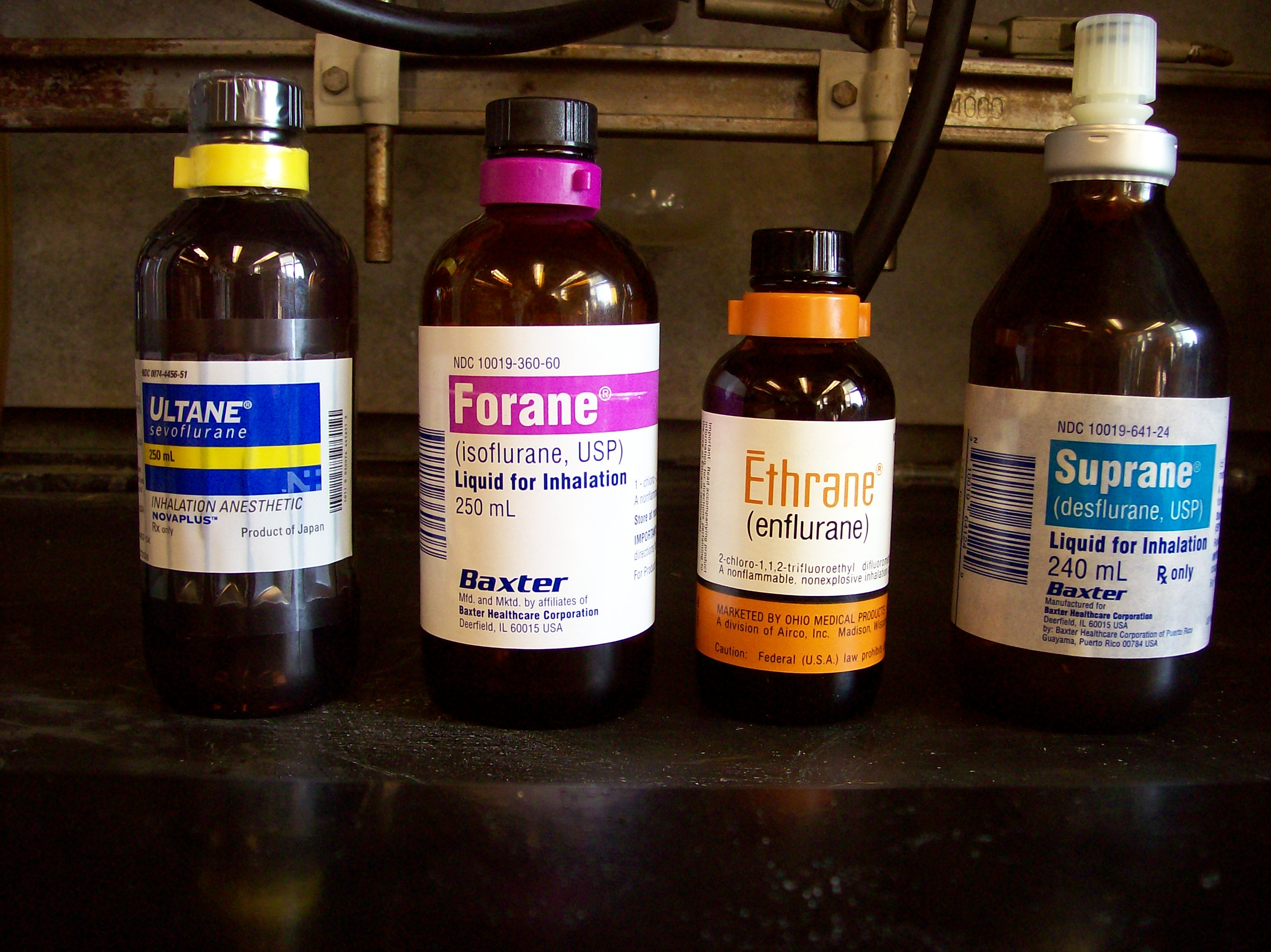
Chai sevoflurane, isoflurane, enflurane và desflurane, những loại thuốc gây mê bằng ether fluoride thường được sử dụng trong thực hành lâm sàng. Các thuốc mê này được mã hóa bằng màu sắc vì mục đích an toàn. Lưu ý là desflurane sôi ở nhiệt độ phòng.

Thuốc gây mê dạng hít hay thuốc gây mê qua đường hô hấp là một hợp chất hóa học có đặc tính gây mê toàn thân được đưa vào cơ thể đường hô hấp thông qua mask thanh quản hoặc ống nội khí quản nối với bình bốc hơi thuốc mê và hệ thống phân phối thuốc gây mê. Các thuốc hay dùng là các chất gây mê dễ bay hơi như isoflurane, sevoflurane và desflurane, và một số loại khí gây mê như dinitơ monoxide và xenon.

## Danh sách thuốc gây mêdạng hít

### Các dược chất được sử dụng hiện nay
- Desflurane
- Isofluran
- Dinitơ monoxide
- Sevofluran
- Xenon

### Các dược chất đã sử dụng trước đây
Mặc dù một vài dược chất vẫn được sử dụng trong thực hành lâm sàng và nghiên cứu, các chất gây mê sau đây đã từng chủ yếu được sử dụng ở các nước phát triển:
- Acetylen
- Chloroethan (ethyl chloride)
- Chloroform
- Cryofluorane
- Cyclopropan
- Diethyl ether
- Divinyl ether
- Enflurane
- Ethylen
- Fluroxene
- Halothane (vẫn được sử dụng rộng rãi ở các nước đang phát triển và nằm trong Danh sách thuốc thiết yếu của WHO)
- Methoxyflurane (hiện nay vẫn được sử dụng làm thuốc giảm đau)
- Methoxypropan
- Trichloroethylen
- Vinyl chloride[1][2]

### Thuốc mê chưa từng được sử dụng trên thị trường
- Aliflurane
- Halopropane
- Norflurane
- Roflurane
- Synthane
- Teflurane

## Thuốc gây mê dễ bay hơi
Các chất gây mê dễ bay hơi có đặc tính là chất lỏng ở nhiệt độ phòng, nhưng dễ bay hơi khi sử dụng qua đường hô hấp. Các loại thuốc gây mê dễ bay hơi được sử dụng ở các nước phát triển hiện nay bao gồm: Desflurane, isoflurane và sevoflurane. Các thuốc mê khác được sử dụng rộng rãi trước đây là ether, chloroform, enflurane, halothane, methoxyflurane. Tất cả các thuốc này đều có chung đặc tính là kỵ nước (nghĩa là ở dạng chất lỏng, chúng không thể hòa tan hoàn toàn với nước và ở dạng khí, chúng hòa tan trong dầu tốt hơn trong nước).
Thuốc mê dễ bay hơi lý tưởng là thuốc gây mê khả năng khởi mê và duy trì quá trình gây mê toàn thân một cách nhẹ nhàng và tác động của thuốc mê lên các hệ cơ quan không phải mục tiêu của cuộc gây mê là tối thiểu. Ngoài ra, thuốc không có mùi hoặc dễ chịu khi hít vào; an toàn cho mọi lứa tuổi và trong thai kỳ; không bị chuyển hóa; khởi mê và thoát mê nhanh chóng; tác dụng mạnh mẽ; an toàn khi tiếp xúc với nhân viên phòng mổ; và có thời hạn bảo quản lâu dài. Thuốc mê cũng phải rẻ; dễ dàng vận chuyển và lưu trữ; dễ quản lý và giám sát với trang thiết bị phòng mổ tiêu chuẩn; ổn định với ánh sáng, nhựa, kim loại, cao su và vôi soda; không cháy và an toàn với môi trường. Do đó, không có bất cứ thuốc mê nào hiện đang được sử dụng là thuốc mê lý tưởng, mặc dù nhiều thuốc đã có một số đặc điểm mong muốn. Ví dụ, Sevoflurane dễ chịu khi hít vào và khởi mê cũng như thoát mê nhanh chóng. Thuốc cũng an toàn cho mọi lứa tuổi. Tuy nhiên, thuốc rất đắt tiền (đắt hơn khoảng 3 đến 5 lần so với isoflurane) và độ mạnh bằng khoảng một nửa so với isoflurane.

## Khí
Các loại khí hoặc hơi khác gây mê toàn thân bằng cách hít phải bao gồm dinitơ oxide, cyclopropan và xenon. Thuốc được lưu trữ trong bình chứa khí và được kiểm soát bằng lưu lượng kế thay vì thiết bị bốc hơi thuốc mê. Cyclopropane dễ nổ và không còn được sử dụng vì lý do an toàn, mặc dù đây được coi là một loại thuốc gây mê tuyệt vời. Xenon không mùi và khởi mê nhanh, nhưng đắt tiền và cần có thiết bị chuyên dụng để quản lý và giám sát. Dinitơ oxide ở nồng độ 80% vẫn không thể gây mê ở mức độ phẫu thuật ở áp suất khí quyển tiêu chuẩn, do đó thường được sử dụng làm thuốc gây mê phụ trợ cho các thuốc mê khác.

## Gây mê cao áp
Trong điều kiện cao áp (áp suất trên áp suất khí quyển bình thường), các loại khí khác như nitơ và các khí hiếm như argon, krypton và xenon trở thành chất gây mê. Khi hít vào ở áp suất riêng phần cao (hơn khoảng 4 bar, tương đương áp suất ở độ sâu dưới khoảng 30 mét khi đi lặn biển), nitơ bắt đầu hoạt động như một chất gây mê, gây nên hiện tượng gọi là say nitơ (Nitrogen narcosis, tựa như những thợ lặn sâu dưới biển). Tuy nhiên, nồng độ phế nang tối thiểu (MAC) của nitơ không đạt được cho đến khi đạt được áp suất khoảng 20 đến 30 atm (bar). Argon có tác dụng gây mê cao hơn gấp đôi so với nitơ khi tính trên một đơn vị áp suất riêng phần (xem argox). Xenon là thuốc gây mê có thể sử dụng được ở nồng độ 80% và áp suất khí quyển bình thường.

## Lý thuyết thần kinh
Cơ chế hoạt động đầy đủ của các chất gây mê dễ bay hơi vẫn chưa được biết rõ và là chủ đề tranh luận gay gắt. Nhà gây mê James Sonner thuộc Đại học California, San Francisco cho biết: "Thuốc gây mê đã được sử dụng trong 160 năm và cách thức chúng hoạt động là một trong những bí ẩn lớn của khoa học thần kinh". Neil L. Harrison của Đại học Cornell lưu ý: Nghiên cứu về gây mê "từ lâu đã là một ngành khoa học về những giả thuyết không thể kiểm chứng".

## Lịch sử
Paracelsus đã phát triển một loại thuốc gây mê dạng hít vào năm 1540. Ông đã sử dụng dầu ngọt vitriol (do Valerius Cordus điều chế và được Frobenius đặt tên là Aether): dùng để cho gia cầm ăn. Ông viết: "ngay cả gà cũng ăn nó và ngủ quên một lát nhưng sau đó chúng thức dậy mà không hề hấn gì". Sau đó, khoảng 40 năm sau, vào năm 1581, Giambattista Delia Porta chứng minh tác dụng của ether trên người, mặc dù thời điểm này ether không được sử dụng cho bất kỳ loại gây mê phẫu thuật nào.
William TG Morton được ghi nhận là người đầu tiên chứng minh thành công phương pháp gây mê phẫu thuật vào ngày 16 tháng 10 năm 1846 tại Bệnh viện Đa khoa Massachusetts (MGH). Sau sự kiện này, việc sử dụng ether và các thuốc gây mê dễ bay hơi khác trở nên phổ biến trong y học phương Tây.